# Pristimantis simoterus
Pristimantis simoterus är en groddjursart som först beskrevs av Lynch 1980.  Pristimantis simoterus ingår i släktet Pristimantis och familjen Strabomantidae. IUCN kategoriserar arten globalt som nära hotad. Inga underarter finns listade i Catalogue of Life.